# Port lotniczy Kaoh Kong
Port lotniczy Koh Kong (IATA: KKZ, ICAO: VDKK) – port lotniczy położony w Kaoh Kong, stolicy prowincji Kaoh Kong w Kambodży. Obsługuje głównie loty czarterowe.